# Patrik Reuterswärd (1922–2000)
Patrik Anders Adolf Reuterswärd, född 10 november 1922 i London, Storbritannien, död 16 oktober 2000, var en svensk konsthistoriker och översättare. Han var professor vid Stockholms universitet 1973–1988 och redaktör för Konsthistorisk tidskrift 1980–1990.

## Biografi
Reuterswärd avlade studentexamen i Sigtuna 1941 och filosofie kandidatexamen i Uppsala 1949. Han blev vidare filosofie licentiat vid Stockholms högskola 1954 och filosofie doktor i konsthistoria 1960, samtidigt som han blev docent vid Stockholms universitet. Reuterswärd hade docenttjänst i konsthistoria vid Göteborgs universitet 1962-1969. Han var anställd vid AB Nordiska uppslagsböcker 1950-1953. Reuterswärd var amanuens och intendent vid Nationalmuseum 1958-1962 och 1969-1972. Han var förste intendent där 1972. Reuterswärd var professor i de bildande konsternas teori och historia vid Stockholms universitet 1973-1988.
Han var ordförande i Konsthistoriska sällskapet 1973-1990, redaktör för Konsthistorisk tidskrift 1980-1990, ledamot av Comité international d'histoire de l'art 1973-1990 och var styrelseledamot av Svenska institutet i Athen 1977-1990. Reuterswärd blev ledamot av Kungliga Vitterhets Historie och Antikvitets Akademien 1977.
Patrik Reuterswärd var son till envoyén Patrik Reuterswärd och Karin Herdin. Han gifte sig 1948 med filosofie kandidat Michaëla Topelius (1921-2017), dotter till kanslirådet Göran Topelius och författaren Margareta Suber samt syster till Christer Topelius. Makarna var föräldrar till Nadine (född 1952).

## Skrifter
- Studien zur Polychromie der Plastik. D. 1, Ägypten (Almqvist & Wiksell, 1958)
- Studien zur Polychromie der Plastik. [D. 2], Griechenland und Rom (Svenska bokförlaget (Bonnier), 1960) [Diss. Stockholm: Stockholms högskola]
- The two churches of the Hôtel des Invalides: a history of their design (Nationalmuseum, 1965)
- Hieronymus Bosch (Uppsala universitet, 1970)
- En liten bok om Ensor (Nationalmuseum, 1970)
- Helmer Osslund - Norrlands målare (katalogredaktör Patrik Reuterswärd) (Nationalmuseum, 1971)
- Jesu liv i konsten (Sveriges Radio, 1973). Senaste uppl. 1999
- The forgotten symbols of God (Almqvist & Wiksell International, 1986)
- The visible and invisible in art: essays in the history of art (IRSA, 1991)

## Översättningar
- Rainer Maria Rilke: Rilke: ett urval tolkningar (Åström, 1988)
- Emily Dickinson: I lost a world the other day!: Emily Dickinson: liv och diktning (med ett urval tolkningar av Patrik Reuterswärd) (Carlsson, 1993)